# NGC 2259
NGC 2259 (другое обозначение — OCL 492) — рассеянное скопление в созвездии Единорога. Открыто английским астрономом немецкого происхождения Уильямом Гершелем в 1787 году. Возраст скопления, по разным оценкам, составляет 300—700 миллионов лет, доля элементов тяжелее гелия в звёздах — 0,8%.
Этот объект входит в число перечисленных в оригинальной редакции «Нового общего каталога».